# Gentianella patula
Gentianella patula är en gentianaväxtart som först beskrevs av Thomas Frederic Cheeseman och som fick sitt nu gällande namn av Josef Holub.
Gentianella patula ingår i släktet gentianellor, och familjen gentianaväxter. Inga underarter finns listade i Catalogue of Life.